# Ulla (rivière)
La rivière Ulla est un cours d’eau espagnol d'une longueur de 132 km qui coule dans la communauté autonome de la Galice.

## Source de la traduction
- (es) Cet article est partiellement ou en totalité issu de l’article de Wikipédia en espagnol intitulé « Río Ulla » (voir la liste des auteurs).